# Carrito
Carrito è una frazione del comune italiano di Ortona dei Marsi (AQ), in Abruzzo.

## Geografia fisica

### Territorio
Il paese situato nella valle del Giovenco sorge a 890 m s.l.m. su una collina dell'area esterna del parco nazionale d'Abruzzo, Lazio e Molise. È attraversato dalla linea ferroviaria Roma-Pescara che lo taglia in due; la parte alta è situata a circa 1 000 m s.l.m., mentre poco più in basso si è sviluppato il paese moderno. 
Confina a nord con il territorio montano di Castelvecchio Subequo, a sud con le località di Rivoli e Cesoli, a est con la frazione di Castiglione e il territorio comunale di Cocullo, infine a ovest con Pescina.
Dista circa 5 chilometri dal capoluogo comunale.

## Origini del nome
Alcuni studiosi fanno risalire il toponimo dal termine latino "carretum", ovvero luogo in cui insisteva un deposito di carri lungo un asse della via Valeria che conduceva da Marruvium a Corfinium attraversando il territorio della città antica di Milonia e il monte Imeus.
Altre supposizioni legano il nome di Carrito al termine germanico "karith" o "kerit" ovvero "parte che sporge" (pietra in altura) o inverosimilmente alla regione storica della Caria.

## Storia

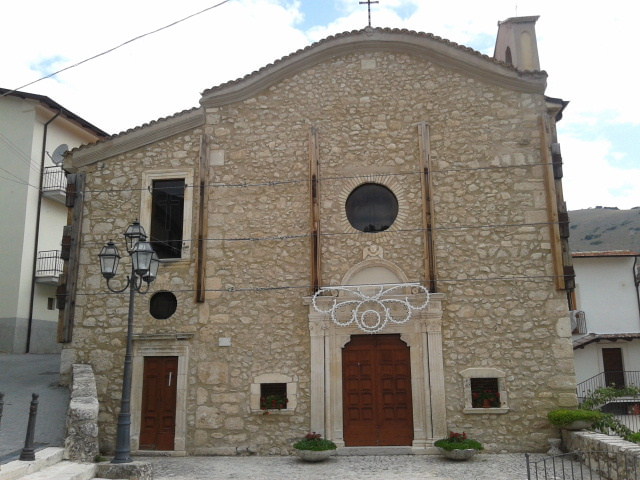
Santuario della Madonna della Pietà

Nel territorio di Carrito sono emersi in seguito a campagne di studio e scavo diversi reperti di epoca preistorica. 
Il centro urbano vero e proprio è sorto come i centri limitrofi di Castiglione, Cesoli e Rivoli a seguito della distruzione della città antica di Milonia avvenuta per opera dei romani nel 294 a.C. durante la terza guerra sannitica.
Il primo documento che attesta l'esistenza di Carrito è la bolla di Papa Pasquale II del 1115 in cui vengono indicati i confini e le pertinenze della diocesi dei Marsi, mentre nella bolla di Papa Clemente III del 1188 sono elencate le antiche chiese di Sant'Andrea, San Nicola e San Giacobbe in "Carritu".
Con il diploma di Alife del 1273, la linea di confine delle unità amministrative dell'Abruzzo Citra, a cui il centro appartenne tra il 1532 e il 1751 e dell'Abruzzo Ultra, a cui venne incluso fino al 1807, passò tra le montagne di Ortona e Carrito dei Marsi. Il nucleo fortificato venne dotato di una torre di avvistamento e di controllo del territorio di confine posto tra la valle del Giovenco e la valle Subequana.
I conti Cantelmo, possessori delle terre di Ortona dal 1269 grazie a Carlo I d'Angiò, donarono nel 1314 il feudo di Carrito alla famiglia Pignone, prima a Giacomo e in seguito al successore, il figlio Roberto. Fino al 1390 il signore di Carrito dei Marsi fu Roberto Aprano. Nella seconda metà del XV secolo, dopo il controllo dei conti dei Marsi, il re di Napoli Alfonso V d'Aragona donò di nuovo le terre di Ortona e Carrito alla famiglia Cantelmo che detenne il potere in questi territori per circa un secolo. Nel 1561 Carrito si staccò da Ortona dei Marsi per ritornare sotto il controllo della sua universitas nel 1751.
Con l'abolizione dei feudi la villa di Carrito venne inclusa nel governo di Pescina per essere aggregata nel 1811, anno dell'istituzione del distretto di Avezzano, al comune di Ortona dei Marsi.
Il terremoto della Marsica del 1915 causò gravi danni al patrimonio architettonico.

## Monumenti e luoghi d'interesse

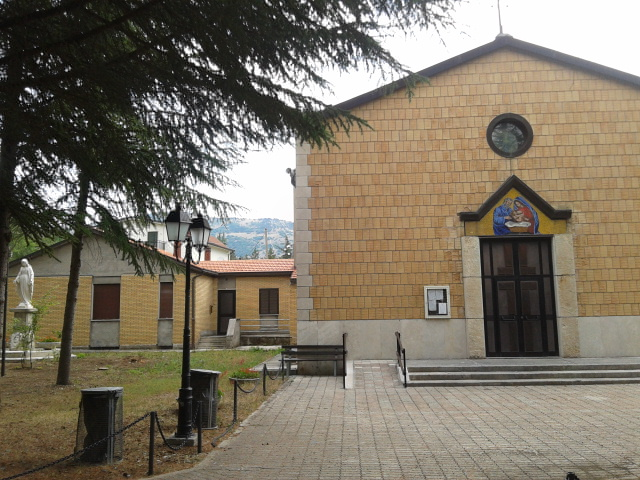
Chiesa di Santa Maria della Pietà e San Nicola

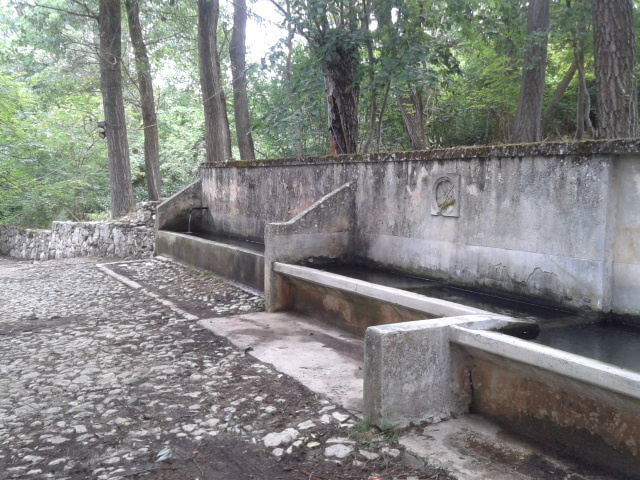
Fonte di Sale

### Architetture religiose
- Santuario della Madonna della Pietà, risalente al XII secolo era originariamente dedicato a San Nicola. La chiesa gravemente danneggiata dal sisma del 1915 ha subito importanti interventi di restauro nel corso del XX secolo[19]. Nel 1990 la penitenziaria apostolica accordò l'indulgenza plenaria a chi vi faceva visita[4].
- Chiesa di Santa Maria della Pietà e San Nicola, struttura moderna inaugurata alla fine degli anni sessanta. È dedicata al patrono del paese, san Nicola di Bari[20].
- Ruderi del monastero di San Nicola, risalente al XII secolo era in origine dedicato a san Massimo[21].

### Siti archeologici
- Mura di epoca medievale e mura megalitiche di epoca pre-romana situate in località Cornito (o Corneto) probabilmente connesse alla città antica di Milonia.
- Ruderi del castello-recinto del XIII secolo situati nella parte alta del paese. La scomparsa torre di Carrito era in collegamento visivo con la torre Piccolomini di Pescina[15].

### Aree naturali
- Colle del Rascito, incluso tra i siti di interesse comunitario dell'Abruzzo.
- Le sorgenti della valle di Carrito, sentiero che ripercorre le vecchie mulattiere raggiungendo i numerosi fontanili che caratterizzano il territorio, tra cui le fonti di Campo d'Azzano, Majora, Murales, Petrone, Sale e San Pasquale.
- La grotta di Carrito è una piccola cavità situata nella parte alta del paese dove era posta una statua in pietra della Madonna della Pietà, conservata nel santuario della Madonna della Pietà a Carrito Alto[22].
- Sentieri e percorsi ciclo-pedonali verso sud che conducono a San Sebastiano dei Marsi, Bisegna e l'area del parco nazionale d'Abruzzo, Lazio e Molise.
- Sentieri che conducono verso nord-nordovest all'area del parco naturale regionale Sirente-Velino.

## Società

### Tradizioni e folclore
La festa patronale in onore di san Nicola, protettore di Carrito, viene celebrata annualmente nei giorni 16 e 17 agosto.

## Infrastrutture e trasporti

### Strade
La strada provinciale 17 collega Carrito con Pescina, e in direzione opposta, con i comuni di Bisegna e Pescasseroli. La strada provinciale 60 connette il suo territorio a quello di Cocullo e della valle del Sagittario.

### Ferrovie
La stazione di Carrito Ortona è posta lungo la ferrovia Roma-Sulmona-Pescara che collega la capitale con l'Abruzzo.